# Списак поглавара Српске православне цркве
Поглавари Српске православне цркве до сада су били:

## Архиепископи (1219—1346)
| Слика | Име                     | Датум рођења | Датум смрти       | Време управе                  | Напомене |
| ----- | ----------------------- | ------------ | ----------------- | ----------------------------- | -------- |
|       | Свети Сава I            | око 1174.    | 14. јануара 1236. | 1219—1233                     |          |
|       | Свети Арсеније I Сремац |              |                   | 1233—1263                     |          |
|       | Свети Сава II           |              |                   | 1263—1271                     |          |
|       | Данило I                |              |                   | 1271—1272                     |          |
|       | Јоаникије I             |              |                   | 1272—1279                     |          |
|       | Свети Јевстатије I      |              |                   | 1279—1286                     |          |
|       | Свети Јаков             |              |                   | 1286—1292                     |          |
|       | Свети Јевстатије II     |              |                   | 1292—1309                     |          |
|       | Свети Сава III          |              |                   | 1309—1316                     |          |
|       | Свети Никодим           |              |                   | 1317—1324                     |          |
|       | Свети Данило II         |              |                   | 1324—1337                     |          |
|       | Свети Јоаникије II      |              |                   | 1338—1346, патријарх од 1346. |          |

## Патријарси (1346—1463)
| Слика | Име                    | Датум рођења | Датум смрти | Владавина                       | Напомене         |
| ----- | ---------------------- | ------------ | ----------- | ------------------------------- | ---------------- |
|       | (1) Свети Јоаникије II |              |             | 1346—1354, архиепископ до 1346. |                  |
|       | (2) Сава IV            |              |             | 1354—1375                       |                  |
|       | (3) Свети Јефрем       |              |             | 1375—1380                       |                  |
|       | (4) Свети Спиридон     |              |             | 1380—1389                       |                  |
|       | (3) Свети Јефрем       |              |             | 1389—1392                       | Поново патријарх |
|       | (5) Данило III         |              |             | 1392—1396                       |                  |
|       | (6) Сава V             |              |             | 1396—1407                       |                  |
|       | (7) Данило IV          |              |             | 1407.                           |                  |
|       | (8) Свети Кирило I     |              |             | 1407—1419                       |                  |
|       | (9) Свети Никон        |              |             | 1419—1435                       |                  |
|       | (10) Теофан            |              |             | 1446.                           |                  |
|       | (11) Никодим II        |              |             | 1446—1453                       |                  |
|       | (12) Арсеније II       |              |             | 1453—1463                       |                  |

- (1463—1557) У време турског освајања, Српска патријаршија је након пада Смедерева (1459) и смрти српског патријарха Арсенија II (1463) запала у нередовно стање, тако да су њене епархије доспеле под јурисдикцију Охридске архиепископије. Тек након турског освајања Београда (1521) и победе и бици на Мохачу (1526) долази до значајних промена. У то време, под вођством смедеревског митрополита Павла започиње борба за обнову Српске патријаршије са средиштем у Пећи. Током наредних година, Павле је постигао низ привремених успеха, поставши накратко архиепископ пећки и патријарх српски. Иако је његов покрет на крају доживео неуспех (1541), тежња ка обнови Српске патријаршије није напуштена.

## Патријарси (1557—1766)
| Слика | Име српског патријарха | Датум рођења | Датум смрти | Владавина     | Напомене                                                                            |
| ----- | ---------------------- | ------------ | ----------- | ------------- | ----------------------------------------------------------------------------------- |
|       | (13) Макарије I        |              |             | 1557—1571     | Соколовић, српски светитељ                                                          |
|       | (14) Антоније I        |              |             | 1571—1575     | Соколовић                                                                           |
|       | (15) Герасим I         |              |             | 1575—1586     | Соколовић                                                                           |
|       | (16) Саватије I        |              |             | 1586—1589     | Соколовић                                                                           |
|       | (17) Никанор I         |              |             | (из поменика) |                                                                                     |
|       | (18) Јеротеј I         |              |             | 1589—1591     |                                                                                     |
|       | (19) Филип I           |              |             | 1591—1592     |                                                                                     |
|       | (20) Јован I           |              |             | 1592—1614     | Кантул                                                                              |
|       | (21) Пајсије I         |              |             | 1614—1647     | Јањевац                                                                             |
|       | (22) Гаврило I         |              |             | 1648—1655     | Рајић, српски светитељ                                                              |
|       | (23) Максим I          |              |             | 1655—1674     | Скопљанац                                                                           |
|       | (24) Арсеније III      |              |             | 1674—1690     | Црнојевић, после 1690. поглавар православних Срба у Хабзбуршкој монархији           |
|       | (25) Калиник I         |              |             | 1693—1710     | Скопљанац                                                                           |
|       | (26) Атанасије I       |              |             | 1711—1712     |                                                                                     |
|       | (27) Мојсије I         |              |             | 1712—1726     | Рајовић                                                                             |
|       | (28) Арсеније IV       |              |             | 1726—1737     | Јовановић-Шакабента, после 1737. поглавар православних Срба у Хабзбуршкој монархији |
|       | (29) Јоаникије III     |              |             | 1739—1746     | Караџа, први патријарх грчке народности                                             |
|       | (30) Атанасије II      |              |             | 1747—1752     | Гавриловић                                                                          |
|       | (31) Гаврило II        |              |             | 1752          | Сарајевац                                                                           |
|       | (32) Гаврило III       |              |             | 1752—1758     | Николић                                                                             |
|       | (33) Викентије I       |              |             | 1758          | Стефановић                                                                          |
|       | (34) Пајсије II        |              |             | 1758          | Грк по националности                                                                |
|       | (35) Гаврило IV        |              |             | 1758          | Грк по националности                                                                |
|       | (36) Кирило II         |              |             | 1758—1763     | Грк по националности                                                                |
|       | (37) Василије I        |              |             | 1763—1765     | Јовановић-Бркић                                                                     |
|       | (38) Калиник II        |              |             | 1765—1766     | Грк по националности                                                                |

Године 1766. Пећка патријаршија је поново укинута и потчињена Цариградској.

## Поглавари Српске православне цркве у Аустријској, Аустроугарској монархији и Држави СХС (1690—1920)
Значајно је поменути Карловачку митрополију са седиштем у Сремским Карловцима која се 1920. године ујединила са Београдском митрополијом.

### Карловачки митрополити (1690—1726)
| Слика | Име                    | Датум рођења | Датум смрти | Владавина | Напомене                                                                                                  |
| ----- | ---------------------- | ------------ | ----------- | --------- | --- |
|       | Арсеније III Црнојевић |              | 1706        | 1690—1706 | Архиепископ пећки и патријарх српски (државна власт је покушала да му ускрати право на наслов патријарха) |
|       | Исаија Ђаковић         |              | 1708        | 1708      | митрополит крушедолски                                                                                    |
|       | Софроније Подгоричанин |              | 1711        | 1710—1711 | митрополит крушедолски                                                                                    |
|       | Викентије Поповић      |              | 1725        | 1713—1725 | митрополит карловачки                                                                                     |

### Београдски митрополит (1718—1726)
| Слика | Име              | Датум рођења | Датум смрти | Владавина | Напомене                                 |
| ----- | ---------------- | ------------ | ----------- | --------- | ---------------------------------------- |
|       | Мојсије Петровић |              |             | 1718—1726 | од 1726 Београдско-карловачки митрополит |

### Београдско-карловачки митрополити (1726—1739)
| Слика | Име                             | Датум рођења | Датум смрти | Владавина | Напомене |
| ----- | ------------------------------- | ------------ | ----------- | --------- | --- |
|       | Мојсије Петровић                |              |             | 1726—1730 | само београдски митрополит од 1713                                                                                 |
|       | Вићентије Јовановић             |              |             | 1731—1737 | |
|       | Арсеније IV Јовановић Шакабента |              |             | 1737—1739 | Архиепископ пећки и патријарх српски (током рата 1737—1739 преузео управу над Београдско-карловачком митрополијом) |

### Карловачки митрополити (1739—1920)
| Слика | Име                             | Датум рођења | Датум смрти | Владавина | Напомене |
| ----- | ------------------------------- | ------------ | ----------- | --------- | --- |
|       | Арсеније IV Јовановић Шакабента |              |             | 1739—1748 | пре 1737. патријарх пећки, пре 1739 Београдско-карловачки митрополит                                                                  |
|       | Исаија Антоновић                |              |             | 1748—1749 | |
|       | Павле Ненадовић                 |              |             | 1749—1768 | |
|       | Јован Ђорђевић                  |              |             | 1769—1773 | |
|       | Вићентије Јовановић Видак       |              |             | 1774—1780 | |
|       | Мојсије Путник                  |              |             | 1781—1790 | |
|       | Стефан Стратимировић            |              |             | 1790—1836 | |
|       | Стефан Станковић                |              |             | 1837—1841 | |
|       | Јосиф Рајачић                   |              |             | 1842—1864 | |
|       | Самуило Маширевић               |              |             | 1864—1870 | |
|       | Прокопије Ивачковић             |              |             | 1874—1879 | |
|       | Герман Анђелић                  |              |             | 1881—1888 | |
|       | Георгије Бранковић              |              |             | 1890—1907 | |
|       | Лукијан Богдановић              |              |             | 1908—1913 | Од 1913. године до 1920. трон Карловачког митрополита је био упражњен а након обнове српске патријаршије титула придодата патријарху. |

- Арсеније Стојковић је после смрти митрополита Самуила Маширевића постављен је 1870. за администратора Карловачке митрополије, а 1872. смењен са тог положаја. Приликом избора митрополита 1874. изабран је једногласно за митрополита карловачког, али бечка влада га није хтела потврдити. Исто то се поновило и 1881, када је изабран за већином гласова. Оба пута га је цар одликовао, али га није хтео потврдити за митрополита.

## Црногорски митрополити (1766—1920)
Зетска епископија која је установљена 1219. године је 1346. на Сабору узвишена у ранг Митрополије. Од укидања Пећке патријаршије 1766. до 1920. године, Црногорска митрополија има посебан статус.
| Слика | Име                     | Датум рођења | Датум смрти | Владавина | Напомене                                                                                                   |
| ----- | ----------------------- | ------------ | ----------- | --------- | --- |
|       | Сава Петровић Његош     |              |             | 1735—1781 | По одласку владике Саве из Црне Горе (1742) у Русију, Василије Петровић постаје његов коадјутор (заменик). |
|       | Арсеније Пламенац       |              |             | 1781—1784 | |
|       | Петар I Петровић        |              |             | 1784—1830 | хиротонисан у Сремским Карловцима, канонизован као Свети Петар Цетињски                                    |
|       | Петар II Петровић Његош |              |             | 1833—1851 | завладичио се у Петрограду тек 1833, а господар Црне Горе од 1830.                                         |
|       | Никанор Ивановић        |              |             | 1858—1860 | Митрополија је била више од 7 година без митрополита. хиротонисан у Русији децембра 1858.                  |
|       | Иларион II Рогановић    |              |             | 1860—1882 | у Петрограду хиротонисан за епископа 30. маја 1863. године                                                 |
|       | Висарион Љубиша         |              |             | 1882—1884 | |
|       | Митрофан Бан            |              |             | 1885—1920 | |

## Београдски митрополити (1831—1920)
| Слика | Име                        | Датум рођења | Датум смрти | Владавина | Напомене                                                                                         |
| ----- | -------------------------- | ------------ | ----------- | --------- | ------------------------------------------------------------------------------------------------ |
|       | Мелентије Павловић         |              |             | 1831—1833 | први архиепископ београдски и митрополит Србије након добијања црквене самоуправе (1831), Србин. |
|       | Петар Јовановић            |              |             | 1833—1859 |                                                                                                  |
|       | Михаило Јовановић          |              |             | 1859—1881 | 1879. митрополија је добила аутокефалност                                                        |
|       | Теодосије Мраовић          |              |             | 1881—1889 |                                                                                                  |
|       | (поново) Михаило Јовановић |              |             | 1889—1898 | Поново београдски Митрополит                                                                     |
|       | Инокентије Павловић        |              |             | 1898—1905 |                                                                                                  |
|       | Димитрије Павловић         |              |             | 1905—1920 | Уздигнут у ранг патријарха                                                                       |

## Патријарси (од 1920)
Српска патријаршија је опет успостављена 1920. године.
| Слика | Име                           | Датум рођења        | Датум смрти        | Владавина | Напомене |
| ----- | ----------------------------- | ------------------- | ------------------ | --------- | --- |
|       | (39) патријарх Димитрије      | 28. октобар 1846.   | 6. април 1930.     | 1920—1930 | Од обнављања патријаршије понео историјске титуле архиепископ пећки и митрополит београдско-карловачки коју ће носити и његови наследници.                                                                            |
|       | (40) патријарх Варнава        | 10. септембар 1880. | 23. јул 1937.      | 1930—1937 | Преминуо под неразјашњеним околностима. |
|       | (41) патријарх Гаврило [V]    | 17. мај 1881.       | 7. мај 1950.       | 1938—1950 | Од 1944. до 1946. у егзилу. |
|       | (42) патријарх Викентије [II] | 23. август 1890.    | 5. јул 1958        | 1950—1958 | Преминуо под неразјашњеним околностима. |
|       | (43) патријарх Герман         | 19. август 1899.    | 27. август 1991.   | 1958—1990 | Одлуком Сабора Српске православне цркве умировљен је за живота. |
|       | (44) патријарх Павле          | 11. септембар 1914. | 15. новембар 2009. | 1990—2009 | За живота називан патријарх Павле. Међутим, по некима он је други по реду поглавар под тим именом јер је постојао и митрополит смедеревски Павле у 16. веку који је био чувар патријаршког трона и броји се као први. |
|       | (45) патријарх Иринеј         | 28. август 1930.    | 20. новембар 2020. | 2010—2020 | Преминуо од последица заразе вирусом корона. |
|       | (46) патријарх Порфирије      | 22. јул 1961.       | тренутни           | 2021—     | |